# Élections législatives de 2002 en Corse-du-Sud
Les élections législatives françaises de 2002 se déroulent les 9 et 16 juin 2002. Dans le département de la Corse-du-Sud, deux députés sont à élire dans le cadre de deux circonscriptions.

## Élus
| Circonscription | Député sortant                                         | Parti | Parti    | Député élu ou réélu    | Parti | Parti |
| --------------- | ------------------------------------------------------ | ----- | -------- | ---------------------- | ----- | ----- |
| 1re             | José Rossi                                             |       | UDF (PR) | Simon Renucci          |       | CSD   |
| 2e              | Roland Francisci suppléant de Jean-Paul de Rocca Serra |       | RPR      | Camille de Rocca Serra |       | UMP   |

## Résultats

### Résultats à l'échelle du département
| Parti                                            | Parti                               | Premier tour | Premier tour | Second tour | Second tour | Sièges |
| Parti                                            | Parti                               | Voix         | %            | Voix        | %           | Sièges |
| ------------------------------------------------ | ----------------------------------- | ------------ | ------------ | ----------- | ----------- | ------ |
|                                                  | Union pour un mouvement populaire   | 15 037       | 28,68        | 23 717      | 50,02       | 1      |
|                                                  | Divers droite                       | 9 401        | 17,93        | 9 779       | 20,63       | 0      |
|                                                  | Majorité présidentielle             | 24 438       | 46,61        | 33 496      | 70,65       | 1      |
|                                                  |                                     |              |              |             |             |        |
|                                                  | Divers gauche dont Pôle républicain | 9 195        | 17,54        | 13 915      | 29,35       | 1      |
|                                                  | Parti communiste français           | 5 462        | 10,42        |             |             | 0      |
|                                                  | Parti socialiste                    | 1 519        | 2,90         | 0           |             |        |
|                                                  | Les Verts                           | 785          | 1,50         | 0           |             |        |
|                                                  | Gauche parlementaire                | 16 961       | 32,35        | 13 915      | 29,35       | 1      |
|                                                  |                                     |              |              |             |             |        |
|                                                  | Divers                              | 4 222        | 8,05         |             |             | 0      |
|                                                  | Régionaliste                        | 3 260        | 6,22         | 0           |             |        |
|                                                  | Front national                      | 3 162        | 6,03         | 0           |             |        |
|                                                  | Mouvement national républicain      | 191          | 0,36         | 0           |             |        |
|                                                  | Lutte ouvrière                      | 127          | 0,24         | 0           |             |        |
|                                                  | Génération écologie                 | 75           | 0,14         | 0           |             |        |
|                                                  |                                     |              |              |             |             |        |
| Inscrits                                         | Inscrits                            | 86 543       | 100,00       | 86 538      | 100,00      | 2      |
| Abstentions                                      | Abstentions                         | 33 126       | 38,28        | 35 258      | 40,74       |        |
| Votants                                          | Votants                             | 53 417       | 61,72        | 51 280      | 59,26       |        |
| Blancs et nuls                                   | Blancs et nuls                      | 981          | 1,84         | 3 869       | 7,54        |        |
| Exprimés                                         | Exprimés                            | 52 436       | 98,16        | 47 411      | 92,46       |        |
| Source : Ministère de l'Intérieur - Corse-du-Sud |                                     |              |              |             |             |        |

### Résultats par circonscription

#### Première circonscription (Ajaccio)
| Candidat       | Candidat             | Parti          | Premier tour | Premier tour | Second tour | Second tour |  |
| Candidat       | Candidat             | Parti          | Voix         | %            | Voix        | %           |  |
| -------------- | -------------------- | -------------- | ------------ | ------------ | ----------- | ----------- |  |
|                | Simon Renucci élu    | CSD (PS, PRG)  | 7 800        | 32,51        | 13 915      | 57,07       |  |
|                | José Rossi sortant   | UMP            | 5 835        | 24,32        | 10 469      | 42,93       |  |
|                | Marc Marcangeli      | CCB            | 4 222        | 17,6         |             |             |  |
|                | Paul-Antoine Luciani | PCF            | 1 737        | 7,24         |             |             |  |
|                | Michel Terramorsi    | FN             | 1 650        | 6,88         |             |             |  |
|                | François Alfonsi     | PNC            | 889          | 3,71         |             |             |  |
|                | Jean-Fabrice Laudato | Divers droite  | 586          | 2,44         |             |             |  |
|                | Petru Poggioli       | UPC            | 564          | 2,35         |             |             |  |
|                | Norbert Laredo       | Les Verts      | 358          | 1,49         |             |             |  |
|                | Maidee Santoni       | Régionaliste   | 179          | 0,75         |             |             |  |
|                | Marie Schembri       | MNR            | 100          | 0,42         |             |             |  |
|                | Lucie Antolini       | LO             | 71           | 0,3          |             |             |  |
|                |                      |                |              |              |             |             |  |
| Inscrits       | Inscrits             | Inscrits       | 41 176       | 100,00       | 41 173      | 100,00      |  |
| Abstentions    | Abstentions          | Abstentions    | 16 812       | 40,83        | 15 584      | 37,85       |  |
| Votants        | Votants              | Votants        | 24 364       | 59,17        | 25 589      | 62,15       |  |
| Blancs et nuls | Blancs et nuls       | Blancs et nuls | 373          | 1,53         | 1 205       | 4,71        |  |
| Exprimés       | Exprimés             | Exprimés       | 23 991       | 98,47        | 24 384      | 95,29       |  |

#### Deuxième circonscription (Sartène - Porto-Vecchio)
| Candidat       | Candidat                   | Parti            | Premier tour | Premier tour | Second tour | Second tour |  |
| Candidat       | Candidat                   | Parti            | Voix         | %            | Voix        | %           |  |
| -------------- | -------------------------- | ---------------- | ------------ | ------------ | ----------- | ----------- |  |
|                | Camille de Rocca Serra élu | UMP              | 4 841        | 17,02        | 13 248      | 57,53       |  |
|                | Robert Feliciaggi          | Divers droite    | 4 412        | 15,51        | 9 779       | 42,47       |  |
|                | Roland Francisci sortant   | UMP              | 4 361        | 15,33        |             |             |  |
|                | Dominique Bucchini         | PCF              | 3 725        | 13,10        |             |             |  |
|                | Jérôme Polverini           | Divers droite    | 2 934        | 10,31        |             |             |  |
|                | Jean-Marc Ciabrini         | PS               | 1 519        | 5,34         |             |             |  |
|                | Jacqueline Vinci           | FN               | 1 512        | 5,32         |             |             |  |
|                | Denis de Rocca-Serra       | Divers droite    | 1 469        | 5,16         |             |             |  |
|                | Jean-Christophe Angelini   | PNC              | 1 367        | 4,81         |             |             |  |
|                | Paul Digiacomi             | Divers gauche    | 1 071        | 3,77         |             |             |  |
|                | Françoise Begue Tramoni    | Les Verts        | 427          | 1,50         |             |             |  |
|                | François Filoni            | Pôle républicain | 324          | 1,14         |             |             |  |
|                | Dumenicu Susini            | Régionaliste     | 261          | 0,92         |             |             |  |
|                | Violette Mondoloni         | MNR              | 91           | 0,32         |             |             |  |
|                | Pierre-Noël Tucci          | GÉ               | 75           | 0,26         |             |             |  |
|                | Jean-Pierre Dutruge        | LO               | 56           | 0,20         |             |             |  |
|                |                            |                  |              |              |             |             |  |
| Inscrits       | Inscrits                   | Inscrits         | 45 367       | 100,00       | 45 365      | 100,00      |  |
| Abstentions    | Abstentions                | Abstentions      | 16 314       | 35,96        | 19 674      | 43,37       |  |
| Votants        | Votants                    | Votants          | 29 053       | 64,04        | 25 691      | 56,63       |  |
| Blancs et nuls | Blancs et nuls             | Blancs et nuls   | 608          | 2,09         | 2 664       | 10,37       |  |
| Exprimés       | Exprimés                   | Exprimés         | 28 445       | 97,91        | 23 027      | 89,63       |  |